# Mar Mediterrâneo
Mapa do mar Mediterrâneo
* Os valores do perímetro, área e volume podem ser imprecisos devido às estimativas envolvidas, podendo não estar normalizadas.
O mar Mediterrâneo é um mar entre a Europa, África e Ásia, tendo abertura e comunicação direta com o Atlântico através do estreito de Gibraltar e o Oriente Médio como limite oriental. A sua área é aproximadamente 2,5 milhões km2, sendo o maior mar interior continental do mundo.
As águas do Mediterrâneo banham as três penínsulas do sul da Europa, a Ibérica (apenas Sul e Sudeste da Espanha), a Itálica e a Balcânica. Suas águas comunicam com as do oceano Atlântico (através do estreito de Gibraltar) e com o mar Vermelho (através do canal de Suez). As águas do mar Negro também desaguam no Mediterrâneo (pelos estreitos do Bósforo e dos Dardanelos). As águas do Mediterrâneo geralmente são quentes devido ao calor vindo do deserto do Saara, fazendo com que o clima das zonas próximas seja mais temperado (clima mediterrânico).

## Origem do nome
O termo "Mediterrâneo" deriva do latim: Mediterraneus; lit. "entre as terras". O mar Mediterrâneo tem sido conhecido por nomes diferentes através da história da humanidade. Os antigos romanos o chamavam, de Mare Nostrum (em latim: Mare Nostrum; lit. "Nosso Mar"), e de fato, os romanos conquistaram todas as regiões, com vista para o Mar Mediterrâneo. Os árabes era chamado de "al-Bahr al-al-Abyad Mutawassiṭ" (em árabe: البحر الأبيض المتوسط; romaniz.: al-Bahr al-al-Abyad Mutawassiṭ; lit. "Mar Branco do Meio"), que inspirou o termo Akdeniz (em turco: Akdeniz; lit. "Mar Branco").

## História

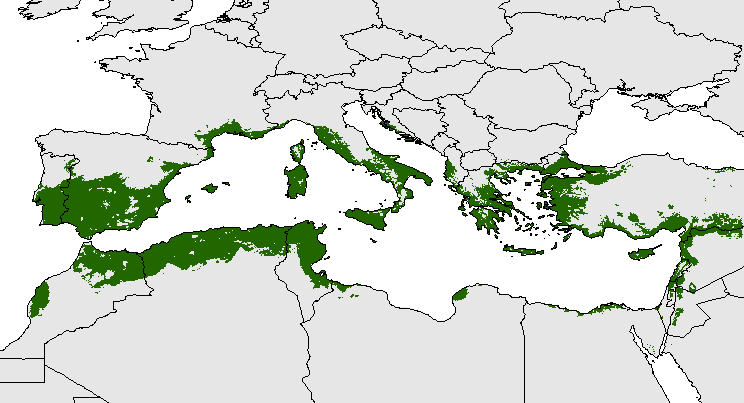
Distribuição potencial de oliveiras na bacia do Mediterrâneo. A oliveira é um indicador biológico da região do Mediterrâneo (Oteros, 2014).

Máxima extensão do Império Romano, em 117 d.C.. O Império desenvolveu-se em volta do mar Mediterrâneo, que os romanos chamavam Mare Nostrum (Nosso Mar).

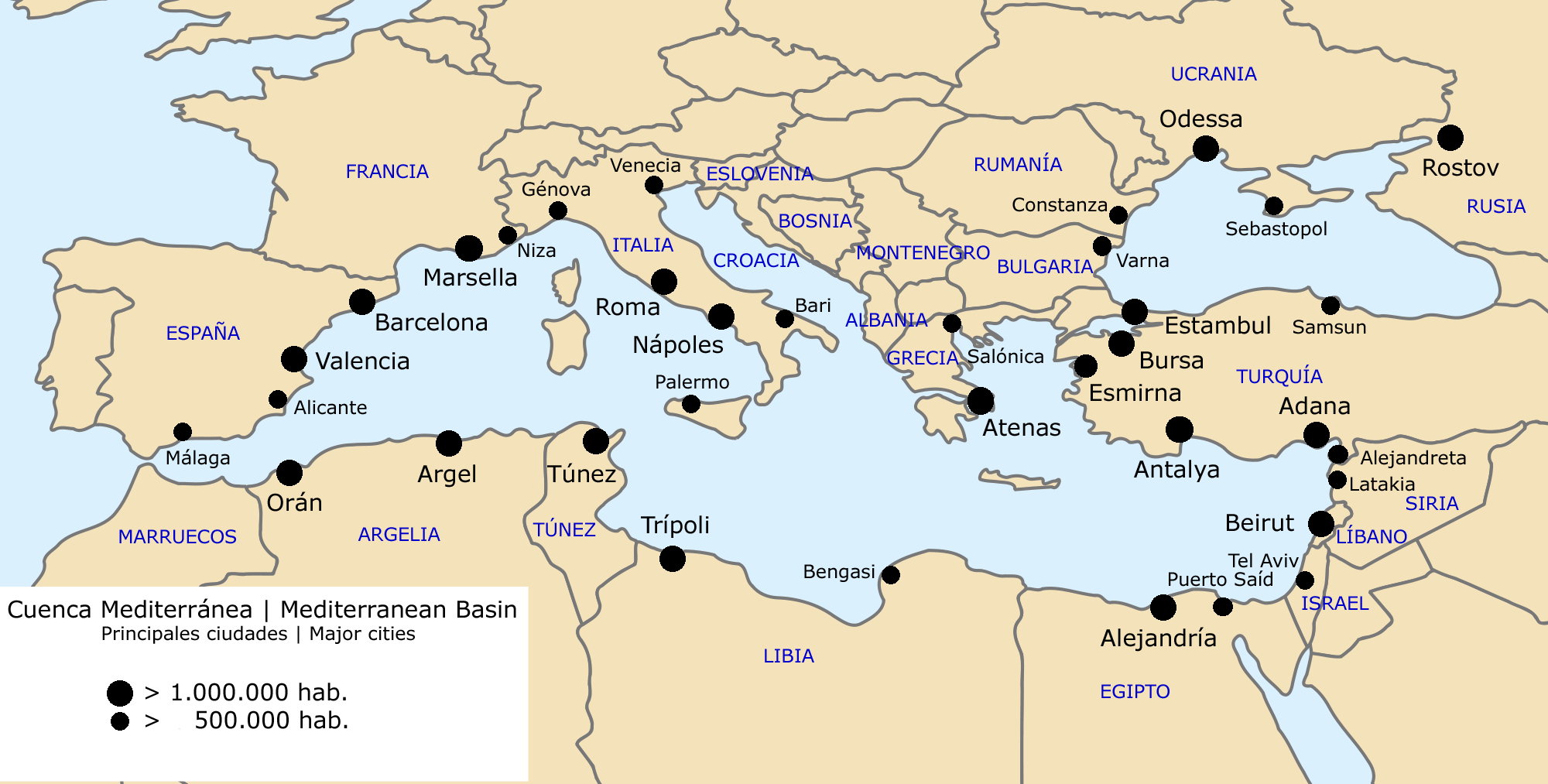
Principais cidades do Mediterrâneo no séc. XXI.

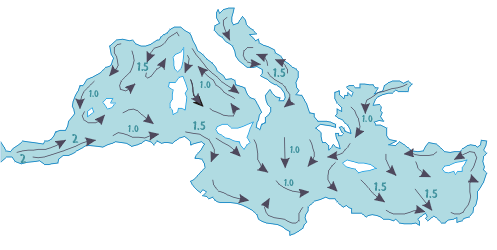
Correntes marinhas de superfície em junho.

Desde a Antiguidade, o mar Mediterrâneo foi uma zona privilegiada de contatos culturais, intensas relações comerciais e de constantes confrontos políticos. Às margens do Mediterrâneo floresceram, desenvolveram-se e desapareceram importantes civilizações, alguns dos povos que habitaram as costas do Mar Mediterrâneo: egípcios, cananeus, fenícios, hititas, gregos, cartagineses, romanos, macedónios, berberes, genoveses e venezianos.
Um dos fatos marcantes da história da região aconteceu em 1453 quando os otomanos tomaram a cidade de Constantinopla (atual cidade turca de Istambul) e fecharam o Mediterrâneo oriental à penetração europeia. Esta teria sido uma das razões que teria impelido os portugueses a se aventurarem pelo Atlântico em busca do caminho das Índias.
Na segunda metade do século XVIII, a Inglaterra e a França foram ampliando suas influências sobre a região, aproveitando a decadência gradual do Império Otomano e, ao tempo, tentando impedir a expansão da Rússia. A Inglaterra que foi afirmando-se cada vez mais como grande potência marítima, estabeleceu-se em alguns pontos estratégicos (Gibraltar e as ilhas de Malta e Chipre), que se transformariam em importantes bases navais.
Em 1869, com a abertura do canal de Suez, obra construída por um consórcio franco-britânico, o Mediterrâneo Oriental passou a integrar as grandes rotas do comércio internacional, passando a ter um papel relevante nas relações políticas e comerciais das potências da Europa.
Com o fim da Primeira Guerra Mundial (1914–18), consolidou-se a supremacia britânica, num momento em que o Mediterrâneo se transformava numa artéria vital para a Europa em função de estabelecer uma ligação mais rápida e econômica entre as áreas consumidoras e produtoras de petróleo, estas últimas situadas no Oriente Médio.
Algumas décadas depois, ao findar-se a Segunda Guerra Mundial em 1945, o Mediterrâneo, assim como quase todas as áreas do mundo, encaixou-se imediatamente nos esquemas do jogo de influências e alianças engendrados pela Guerra Fria. Com a criação da Organização do Tratado do Atlântico Norte (OTAN), os Estados Unidos substituíram gradativamente os britânicos como potência dominante do Mediterrâneo.
Os processo conflituosos de independência de uma série de colônias europeias situadas especialmente no norte da África, a pressão exercida pela crescente expansão da Marinha Soviética, os vários conflitos entre países árabes e Israel e as tradicionais rivalidades entre países da região, transformaram o Mediterrâneo numa área de frequentes tensões geopolíticas.
O fim da Guerra Fria, se de um lado eliminou ou amenizou algumas velhas tensões, por outro ensejou o surgimento de inúmeros novos desafios para os países da região.
São dezoito os países que possuem terras banhadas pelo Mediterrâneo. Eles apresentam grandes diferenças no que se refere ao tamanho, evolução histórico-cultural e ao nível de desenvolvimento.
Praticamente todos os países que circundam o Mediterrâneo Oriental apresentam — ou apresentaram num passado recente — tensões e conflitos internos ou ainda problemas no relacionamento com nações vizinhas.

## Geografia

### Limites
Países banhados pelo Mediterrâneo:

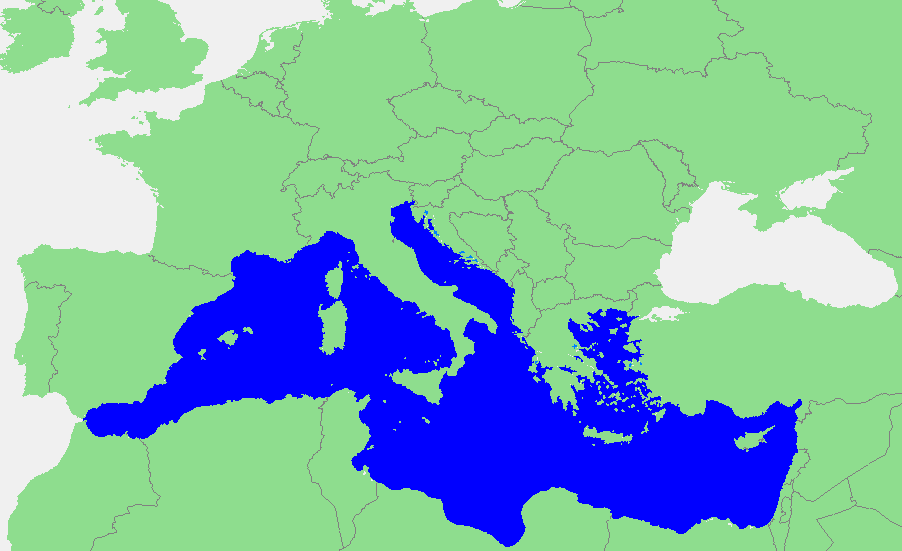
Localização do mar Mediterrâneo.

Os mares internos do mar Mediterrâneo.

- Europa (de oeste para leste): Espanha,[2] Gibraltar [9] (do Reino Unido), França,[10] Mónaco,[11] Itália,[12] Malta,[13] Eslovénia,[14] Croácia,[15] Bósnia e Herzegovina,[16] Montenegro,[17] Albânia,[18] Grécia,[3] Chipre [19] e Turquia.[20]

- Ásia (de norte para sul): Turquia, Síria,[21] Líbano,[22] Israel.[23]

- África (de leste para oeste): Egito,[24] Líbia,[25] Tunísia,[26] Argélia[27] e Marrocos.[28]

Embora não sejam banhados pelo Mar Mediterrâneo, Sérvia e Portugal, na Europa, e a Jordânia, na Ásia, são, por vezes, considerados países mediterrânicos devido à proximidade geográfica e clima mediterrânico.
Principais cidades costeiras do Mediterrâneo:
- Gibraltar, um território britânico ultramarino;
- Málaga, Almeria, Cartagena, Valência, Barcelona, Alicante,Tarragona, Palma, Ceuta e Melilha, na Espanha;
- Marselha, Nice, Cannes e Ajácio, na França;
- Mónaco, no Principado do Mónaco;
- Génova, Livorno, Cagliari, Nápoles, Palermo, Catânia, Bari, Brindisi, Veneza, Ravena e Trieste, na Itália;
- Valeta, em Malta;
- Split, Dubrovnik e Rijeka, na Croácia;
- Durrës, na Albânia;
- Atenas, Corinto, Pireu, Tessalônica e Heráclio, na Grécia;
- Esmirna, Anatólia e Iskenderun, na Turquia;
- Lataquia, na Síria;
- Beirute, no Líbano;
- Tel Aviv e Haifa, em Israel;
- Alexandria e Porto Said, no Egito;
- Bengazi e Trípoli, na Líbia;
- Sfax e Tunis, na Tunísia;
- Argel e Orão, na Argélia.

### Acidentes geográficos
Principais ilhas do Mediterrâneo:
| País    | Ilha     | Area em km² | População |
| ------- | -------- | ----------- | --------- |
| Itália  | Sicília  | 25 460      | 5 048 995 |
| Itália  | Sardenha | 24 090      | 1 672 804 |
| Chipre  | Chipre   | 9 251       | 1 088 503 |
| França  | Córsega  | 8 680       | 299 209   |
| Grécia  | Creta    | 8 336       | 623 666   |
| Grécia  | Eubeia   | 3 684       | 218 032   |
| Espanha | Maiorca  | 3 640       | 869 067   |
| Grécia  | Lesbos   | 1 632       | 90 643    |
| Grécia  | Rodes    | 1 400       | 117 007   |
| Grécia  | Quios    | 842         | 51 936    |
| Espanha | Minorca  | 701         | 80 000    |
| Espanha | Ibiza    | 575         | 80 000    |
| Malta   | Malta    | 246         | 388 232   |
| Itália  | Elba     | 224         | 30 000    |

Principais rios que desaguam no Mar Mediterrâneo:
| País    | Rio                                      |
| ------- | ---------------------------------------- |
| Espanha | Ebro (em catalão: Ebre)                  |
| França  | Ródano (em francês: Rhône)               |
| Itália  | Pó (em italiano: Po)                     |
| Egito   | Nilo (em árabe: النيل; romaniz.: an-nīl) |

### Climatologia
O clima da região Mediterrânica é caracterizado por verões quentes e secos e invernos amenos, com chuva. A temperatura do mar acompanha as mudanças climáticas da região.

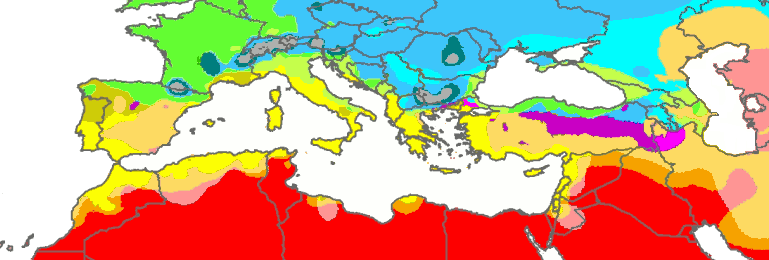
Clima das margens do Mediterrâneo.

| cidade     | Jan | Fev | Mar | Abr | Mai | Jun | Jul | Ago | Set | Out | Nov | Dez |
| ---------- | --- | --- | --- | --- | --- | --- | --- | --- | --- | --- | --- | --- |
| Marselha   | 13  | 12  | 11  | 13  | 16  | 18  | 21  | 22  | 21  | 18  | 16  | 14  |
| Barcelona  | 13  | 13  | 12  | 14  | 17  | 20  | 23  | 25  | 23  | 20  | 17  | 15  |
| Valência   | 14  | 13  | 14  | 15  | 17  | 21  | 24  | 26  | 24  | 21  | 18  | 15  |
| Nápoles    | 15  | 14  | 14  | 15  | 18  | 22  | 25  | 27  | 25  | 22  | 19  | 16  |
| Málaga     | 16  | 15  | 15  | 16  | 17  | 20  | 22  | 23  | 22  | 20  | 18  | 16  |
| Gibraltar  | 16  | 15  | 16  | 16  | 17  | 20  | 22  | 22  | 22  | 20  | 18  | 17  |
| Atenas     | 16  | 15  | 15  | 16  | 18  | 21  | 24  | 24  | 24  | 21  | 19  | 18  |
| Heraclião  | 16  | 15  | 15  | 16  | 19  | 22  | 24  | 25  | 24  | 22  | 20  | 18  |
| Malta      | 16  | 16  | 15  | 16  | 18  | 21  | 24  | 26  | 25  | 23  | 21  | 18  |
| Lárnaca    | 18  | 17  | 17  | 18  | 20  | 24  | 26  | 27  | 27  | 25  | 22  | 19  |
| Limassol   | 18  | 17  | 17  | 18  | 20  | 24  | 26  | 27  | 27  | 25  | 22  | 19  |
| Antália    | 17  | 17  | 17  | 18  | 21  | 24  | 27  | 28  | 27  | 25  | 22  | 19  |
| Alexandria | 18  | 17  | 17  | 18  | 20  | 23  | 25  | 26  | 26  | 25  | 22  | 20  |
| Tel Aviv   | 18  | 17  | 17  | 18  | 21  | 24  | 26  | 28  | 27  | 26  | 23  | 20  |

## Biologia
Espécies emblemáticas:
- Plantas: Zostera;
- Mamíferos marinhos: Foca-monge (Monachus monachus), golfinhos;
- Peixes: meros, atuns;
- Répteis: Tartaruga-boba (Caretta caretta);
- É importante ressaltar que não há camarões nativos do Mediterrâneo.

Maiores ameaças à biodiversidade:
- Pressão urbanística nas zonas costeiras;
- Intensificação da agricultura nas planícies, abandono das terras altas;
- Desertificação em algumas áreas;
- Espécies exóticas invasoras.

## Cultura

### Turismo
O Mediterrâneo é a região turística mais visitada em todo o mundo, são atrativos o patrimônio histórico, cultural, natural e paisagístico; o mar e clima; proximidade cultural e física do Mercado Europeu; visita as regiões históricas. Em 1996, a atividade gerou mais de 5 milhões de empregos na região.

### Gastronomia
Alguns elementos da culinária mediterrânica:
- Refogados: cebola, alho, azeite, tomate;

- ondimentos: louro, manjericão, orégãos, coentros, sálvia;

- Cereais e derivados: pão, pizza, polenta, massas (ou pasta), cuscuz, arroz;

- Legumes: pepino, courgette, alcaparras, azeitonas e em menor grau a batata;

- Peixes, mariscos e cefalópodes;

- arnes grelhadas ou guisadas;

- Leite e seus derivados: queijos, iogurte.